# Aloísio I de Liechtenstein
Aloísio I (em alemão: Alois I; Viena, 14 de maio de 1759 — Viena, 24 de março de 1805) foi o príncipe soberano de Liechtenstein de 1781 até a sua morte. Era o filho mais velho de Francisco José I.

## Biografia
Aloísio entrou para o exército ainda jovem, mas se retirou devido à sua fraca saúde. Ele tinha um grande interesse por silvicultura e jardinagem e tinha muitas árvores plantadas perto de suas residências, por razões econômicas e estéticas. Ele também redecorou o Castelo de Eisgrub.
Aloísio I incentivou a mineração em seus territórios dentro da Morávia, na atual República Tcheca, para sanar a economia do principado. Ele também construiu oficinas de artesanato de ferro em Olomouc.
Aloísio I também expandiu sua biblioteca adquirindo coleções completas de livros. O arquiteto Joseph Hardtmuth foi contratado por ele para projetar um novo palácio em Herrengasse, Viena. Tinha interesse por música e teatro também.
Durante seu reinado, ocorreu a última execução na história do principado, quando Barbara Erni foi decapitada em Eschen, por roubo.
Foi sucedido, como príncipe soberano de Liechtenstein, pelo irmão, João I José.

## Casamento
Em 16 de novembro de 1783, Aloísio I desposou a condessa Karoline de Manderscheid-Blankenheim, com quem não teve filhos.